# Brudzice
Brudzice (prononciation [bruˈd͡ʑit͡sɛ]) est un village de la gmina de Lgota Wielka, du powiat de Radomsko, dans la voïvodie de Łódź, situé dans le centre de la Pologne.
Il se situe à environ 2 kilomètres (km) au nord de Lgota Wielka (siège de la gmina), 14 kilomètres au nord-ouest de Radomsko (siège du powiat) et 70 kilomètres au sud de la capitale régionale Łódź (capitale de la voïvodie).
Sa population s'élevait approximativement à 867 habitants en 2007.

## Administration
De 1975 à 1998, le village était attaché administrativement à l'ancienne voïvodie de Piotrków.

Depuis 1999, il fait partie de la nouvelle voïvodie de Łódź.